# 格拉纳达 (科罗拉多州)
格拉纳达（英語：Granada），是美国科罗拉多州普洛韦斯县下属的一座城市。建市于1887年7月25日，面积大约为0.749平方英里（1.939平方公里）。根据2010年美国人口普查，该市有人口517人。2011年估计该市有人口516人，相比2010年人口增长率为-0.19%。同时，论人口该市是科罗拉多州第194大城市。